# Si i només si
Si i només si, en lògica i en camps que relacionats amb aquest com les matemàtiques i filosofia, és una connectiva lògica bicondicional entre proposicions. Aquest connector està relacionat amb el condicional ("si") combinat amb el ("només si"); d'aquí li ve el nom. El resultat és que la veritat de cadascun de les proposicions connectats requereixen la veritat de l'altre, i.e. o bé les dues proposicions són certes, o les dues són falses. El connector és per tant un "si" que funciona en els dos sentits.
En les publicacions escrites s'utilitza l'abreviatura sii en lloc de "si i només si". Q és necessària i suficient per a P, P és equivalent (o materialment equivalent) a Q (comparar implicació material), P es dona si Q, P es dona exactament quan es dona Q, P succeeix si succeeix Q, i P en cas que sigui Q. Molts autors creuen que "sii" no és adequat en escrits formals; d'altres l'utilitzen amb total llibertat.
En informàtica la frase "(P sii Q)" és equivalent a la frase "not (P xor Q)" o "P = Q".
En les fórmules lògiques, els símbols lògics s'utilitzen en lloc d'aquestes frases; vegeu la discussió sobre la notació.

## Definició
La taula de veritat de p sii q (també escrit com p ↔ q) és (C cert, F Fals):
| p | q | p ↔ q |
| C | C | C     |
| C | F | F     |
| F | C | F     |
| F | F | C     |

## Utilització

### Notació
Els símbols lògics són "↔", "⇔" i "≡", i a vegades "sii". Normalment es tracten de manera equivalent. Tot i això alguns texts de lògica matemàtica (particularment aquells que tracten de lògica de primer ordre, més que és de lògica proposicional) fan una distinció entre aquests símbols, el primer, ↔, s'utilitza en les fórmules lògiques, mentre que ⇔ s'utilitza en el raonament sobre aquestes fórmules lògiques (e.g., in metalògica).
Un altre terme pel connector lògic és exclusive nor.

### Proves
En la majoria de sistemes lògics, es demostra un enunciat de la forma "P sii Q" provant "si P, llavors Q" i "si Q, llavors P" (o la inversa de "si P, llavors Q", i.e. "si no P, llavors no Q"). Provant aquestes dues frases a vegades porta a una prova més natural, ja que no hi ha condicions òbvies en les quals una pugui inferir una bicondicional directament. Una alternativa és provar que la disjunció "(P i Q) o (no-P i no-Q)" pot ser inferit directament de cadascun dels seus disjunts — això és, com que "sii" és una funció booleana, de "P sii Q" es dedueix que P i Q han de ser tots dos certs o tots dos falsos.

### Origen de l'abreviació
L'ús de l'abreviació "sii" va aparèixer per primera vegada en un llibre de John L. Kelley 1955 General Topology.
La invenció s'atribueix al matemàtic Paul Halmos.

## La diferència entresi,només si, isii

### Exemples
1. Maria menjarà si la galeta és cruixent. (equivalentment: la galeta és cruixent, llavors Maria se la menjarà)
2. Maria menjarà galeta només si la galeta és cruixent (equivalentment: Si Maria està menjant galeta, llavors ha de ser cruixent)
3. Maria menjarà galeta si i només si (sii) la galeta és cruixent (equivalentment: Si la galeta és cruixent, llavors Maria se la menjarà. Si Maria s'està menjant la galeta, llavors ha de ser cruixent.)

### Anàlisis
L'únic que diu la frase (1) és que Maria menjarà galeta cruixent però no diu res sobre la possibilitat que Maria pugui tenir l'oportunitat de menjar galeta estovada. Potser menjarà o potser no, la frase no ho diu. Tot el que és segur és que ella menjarà galeta cruixent. La frase (2) diu que l'única galeta que Maria menjarà ha de ser cruixent. Però no dona cap pista sobre si Maria refusaria una galeta cruixent si se li dona. Això contrasta amb la frase (1), que afirma que Maria menja qualsevol galeta cruixent.
Per una altra banda la frase (3) deixar clar que Maria menjarà galeta cruixent i només galeta cruixent. Ella menjarà totes les galetes d'aquest tipus, i no menjarà cap altre tipus de galeta.
Encara trobem una diferència quan s'utilitza "si" en definicions (excepte en lògica formal); vegeu més avall.

### Interpretació filosòfica
Un frase composta per dues altres frases unides per un "sii" s'anomena una bicondicional. "Sii" uneix dues frases per formar una nova frase. No s'ha de confondre amb l'equivalència lògica que és una descripció d'una relació entre dues proposicions. El bicondicional "A sii B"  utilitza les proposicions A i B, descrivint una relació entre els estats affairs que descriuen A i B. En canvi "A és lògicament equivalent a B" utilitza les dues proposicions: descriu una relació entre les dues proposicions i no entre el que descriuen.
La diferència és confusa i ha fet reflexionar a molts filòsofs. Segurament el cas quan A és lògicament equivalent a B, "A sii B" és veritat. Però el contrari no és cert. Reformulant la proposició:
Maria menjarà galeta si i només si és cruixent.
És trivial veure que no hi ha equivalència lògica entre les dues meitats d'aquesta bicondicional. Per a més informació sobre aquesta distinció, vegeu Mathematical Logic de W. V. Quine, section 5.
Una manera de veure "A si i només si B" és la següent: "A si B" (B implica A) i "A només quan B" (no B implica no A). "No B implica no A" significa A implica B, llavors s'obtenen les dues implicacions.

### Definicions
En filosofia i lògica, "sii" s'utilitza per enunciar definicions, com que se suposa que les definicions bicondicionals estan quantificades universalment. Malgrat això, en matemàtiques i altres àmbits, la paraula "si" s'utilitza normalment en definicions, més que "sii". Això és a causa de l'observació que "si" en anglès té un significat definitori, separat del seu significat com a conjunció proposicional. Aquesta diferència de significat es pot explicar observant que una definició (per exemple: un grup és "abelià si satisfà la propietat commutativa; o un raïm es converteix en "pansa" si se seca) no és una equivalència que s'ha de provar, sinó una regla per interpretar el terme definit. (Malgrat això, alguns autors han indicat explícitament que el "si" d'una definició significa "sii"!)

### Exemples
Aquí teniu alguns exemples de proposicions certes que usen "sii" – veritables bicondicionals (el primer és un exemple d'una definició, per tant normalment s'escriuria amb "si"):
- Una persona és soltera sii aquesta persona es pot casar i no ha estat mai casat prèviament.
- "Snow is white" (en anglès) és varitat sii "Schnee ist weiß" (en alemany) és veritat.
- Per qualsevol p, q, i r: (p & q) & r sii p & (q & r). (En aquest llenguatge que utilitza variables s'utilitza "&"; en llenguatge usual l'escriurím utilitzant el símbol "↔", o un dels altres símbols utilitzats per escriure bicondicionals, en lloc de "sii").
- Per qualsevol nombre real x i y, x=y+1 sii y=x−1.

### Paral·lelismes
També hi ha d'altres paraules que a vegades s'emfatitzen de la mateixa manera repetint l'última lletra, per exemple oo per "O i només o " (la disjunció exclusiva).
La frase "(A sii B)" és equivalent a la frase "A implica B i B implica A", que és el mateix que dir "(no A o B) i (not B o A)," i també és equivalent a la frase "(no A i no B) o (A i B)".
També és equivalent a: no[(A o B) i (no A o no B)],
O d'una manera més simple:
{\displaystyle \neg \left[\left(\neg A\lor \neg B\right)\land \left(A\lor B\right)\right]}
Que es converteix en:
{\displaystyle \left[\left(\neg A\land \neg B\right)\lor \left(A\land B\right)\right]}
i
{\displaystyle \left[\left(\neg A\lor B\right)\land \left(\neg B\lor A\right)\right]}
De les quals ja s'han donat les interpretacions verbals anteriorment.

## Ús més general
Sii s'utilitza fora del camp de la lògica, en aquells camps en els quals també s'aplica la lògica. S'utilitza especialment en debats matemàtics. Té el mateix significat que l'esmentat anteriorment: és una abreviació de si i només si, indicant que aquesta proposició és necessària i suficient per a l'altra. Aquest és un exemple d'argot matemàtic. (Malgrat tot, tal com s'ha remarcat anteriorment, si, s'utilitza més sovint que sii en les definicions.)
Els elements de X són tots i només elements de Y es fa servir per a dir: "per a qualsevol z del domini de discurs, z pertany a X si i només si z pertany a Y.